# Svenska mästerskapen i längdskidåkning 1975
Svenska mästerskapen i längdskidåkning 1975 arrangerades i Umeå.
Ursprunglig arrangör för mästerskapen detta år var Skövde, men precis som de två gångerna tidigare staden fått SM flyttades tävlingarna till Västerbotten - 1971 till Skellefteå, 1973 till Lycksele och nu till Umeå. Detta på grund av snöbrist på och runt Billingen. Inte förrän 1982 fick Skövde äntligen genomföra ett skid-SM.

## Medaljörer, resultat

### Herrar
| Gren              | Guld                                                       | Guld                                                       | Silver             | Silver         | Brons           | Brons      |
| 15 km             | Thomas Magnuson                                            | Delsbo IF                                                  | Christer Johansson | MoDo AIK       | Benny Södergren | Edsbyns SK |
| 30 km             | Sven-Åke Lundbäck                                          | Bergnäsets AIK                                             | Thomas Magnuson    | Delsbo IF      | Matti Kuosko    | Högbo      |
| 50 km             | Thomas Magnuson                                            | Delsbo IF                                                  | Sven-Åke Lundbäck  | Bergnäsets AIK | Matti Kuosko    | Högbo      |
| Stafett 3 x 10 km | Skellefteå SK (Bo Eliasson, Jarl Svensson, Tommy Lundberg) | Skellefteå SK (Bo Eliasson, Jarl Svensson, Tommy Lundberg) |                    |                |                 |            |
| Lagtävling 15 km  | Edsbyns SK                                                 | Edsbyns SK                                                 |                    |                |                 |            |
| Lagtävling 30 km  | Hammerdals IF                                              | Hammerdals IF                                              |                    |                |                 |            |
| Lagtävling 50 km  | IFK Mora                                                   | IFK Mora                                                   |                    |                |                 |            |

### Damer
| Gren             | Guld                                                        | Guld                                                        | Silver                                                                | Silver                                                                | Brons            | Brons           |
| 5 km             | Eva Olsson                                                  | Delsbo IF                                                   | Lena Carlzon                                                          | Malmbergets AIF                                                       | Görel Partapuoli | Lycksele IF     |
| 10 km            | Görel Partapuoli                                            | Lycksele IF                                                 | Eva Olsson                                                            | Delsbo IF                                                             | Lena Carlzon     | Malmbergets AIF |
| Stafett 3 x 5 km | Delsbo IF (Margareta Hermansson, Eva Olsson, Gudrun Fröjdh) | Delsbo IF (Margareta Hermansson, Eva Olsson, Gudrun Fröjdh) | Lycksele IF (Katarina Andersson, Görel Partapuoli, Siv-Inger Jönsson) | Lycksele IF (Katarina Andersson, Görel Partapuoli, Siv-Inger Jönsson) |                  |                 |
| Lagtävling 5 km  | Delsbo IF                                                   | Delsbo IF                                                   |                                                                       |                                                                       |                  |                 |
| Lagtävling 10 km | Delsbo IF                                                   | Delsbo IF                                                   |                                                                       |                                                                       |                  |                 |

### Webbkällor
- Svenska Skidförbundet